# Festival international du film de Toronto 1984
Le Festival international du film de Toronto 1984 est la 9e édition du festival. Il s'est déroulé du 6 septembre 1984 au 15 septembre 1984.

## Awards
| Award,                       | Film                     | Réalisateur   |
| ---------------------------- | ------------------------ | ------------- |
| People's Choice Award        | Les Saisons du cœur      | Robert Benton |
| Best Canadian Feature Film   | La Femme de l'hôtel (en) | Léa Pool      |
| International Critics' Award | Choose Me                | Alan Rudolph  |

## Programme

### Gala Presentation
- Paris, Texas par Wim Wenders
- Les Saisons du cœur (Places in the Heart) par Robert Benton
- Stranger Than Paradise par Jim Jarmusch
- Sang pour sang (Blood Simple) par Joel et Ethan Coen
- Le Pays où rêvent les fourmis vertes (Where the Green Ants Dream) par Werner Herzog
- Boy Meets Girl par Leos Carax
- Another Country : Histoire d'une trahison (Another Country) par Marek Kanievska
- Une sale petite guerre (Funny Dirty Little War) par Héctor Olivera
- Journal à mes enfants (Diary for My Children) par Márta Mészáros
- The Gold Diggers par Sally Potter
- Wildrose par John Hanson
- Choose Me par Alan Rudolph
- La Compagnie des loups (The Company of Wolves) par Neil Jordan

### Canadian Perspective
- La Femme de l'hôtel (en) par Léa Pool

### Documentaires
- In Heaven There Is No Beer? (en) par Les Blank
- Before Stonewall par Robert Rosenberg, Greta Schiller et John Scagliotti (en)

## Top 10 des films canadiens
| Rank | Title                            | Year | Director           |
| ---- | -------------------------------- | ---- | ------------------ |
| 1    | Mon oncle Antoine                | 1971 | Claude Jutra       |
| 2    | Goin' Down the Road (en)         | 1970 | Donald Shebib      |
| 3    | Les Bons Débarras                | 1980 | Francis Mankiewicz |
| 4    | L'Apprentissage de Duddy Kravitz | 1974 | Ted Kotcheff       |
| 5    | The Grey Fox                     | 1983 | Phillip Borsos     |
| 6    | Les Ordres                       | 1974 | Michel Brault      |
| 7    | J.A. Martin photographe          | 1977 | Jean Beaudin       |
| 8    | Pour la suite du monde           | 1963 | Pierre Perrault    |
| 9    | Nobody Waved Good-bye            | 1964 | Don Owen           |
| 10   | La Vraie Nature de Bernadette    | 1972 | Gilles Carle       |